# Egerszólát, Heves
Egerszólát  este un sat în districtul Eger, județul Heves, Ungaria, având o populație de 1.074 de locuitori (2011). 

## Demografie
Componența etnică a satului Egerszólát
     Maghiari (96,39%)
     Romi (2,34%)
     Necunoscut (0,64%)
     Români (0,64%)
     Alții (0,64%)
Componența confesională a satului Egerszólát
     Romano-catolici (58,57%)
     Fără religie (8,75%)
     Reformați (3,72%)
     Necunoscută (28,58%)
     Luterani (0,37%)
     Alte religii (4,84%)
Conform recensământului din 2011, satul Egerszólát avea 1.074 de locuitori. Din punct de vedere etnic, majoritatea locuitorilor (96,39%) erau maghiari, cu o minoritate de romi (2,34%). Apartenența etnică nu este cunoscută în cazul a 0,64% din locuitori.  Din punct de vedere confesional, majoritatea locuitorilor (58,57%) erau romano-catolici, existând și minorități de persoane fără religie (8,75%) și reformați (3,72%). Pentru 28,58% din locuitori nu este cunoscută apartenența confesională.